# Le Jardin
Le Jardin är en kommun i departementet Corrèze i regionen Nouvelle-Aquitaine i de centrala delarna av Frankrike. Kommunen ligger  i kantonen Égletons som tillhör arrondissementet Tulle. År 2019 hade Le Jardin 77 invånare.

## Befolkningsutveckling
Antalet invånare i kommunen Le Jardin
Referens:INSEE